# Marcel Wouda
Marcel Wouda (n. 23 ianuarie 1972, Tilburg⁠(d), Brabantul de Nord, Țările de Jos) este un înotător olandez, medaliat olimpic. A participat la 3 ediții ale Jocurilor Olimpice (1992, 1996, 2000) în care a câștigat o medalie de bronz.